# Gebäude und Gelände des KZ Neuengamme
Die Gebäude und Gelände des KZ Neuengamme wurden ab 1938, als das Konzentrationslager zunächst als Außenlager des KZ Sachsenhausen errichtet wurde, genutzt.
Häftlinge im Hauptlager und seinen über 80 Außenlagern wurden zu Zwangsarbeit in der SS-eigenen Ziegelei, in der Rüstungsindustrie und beim Bau militärischer Anlagen (u. a. Friesenwall) gezwungen. Von den bis 1945 etwa 100.000 Häftlingen starben mindestens 42.900 infolge der unmenschlichen Arbeits- und Lebensbedingungen, durch Morde und als Opfer der Lagerräumungen ab April 1945. Am 4. Mai 1945 fanden britische Truppen das Konzentrationslager geräumt vor. Gebäude des ehemaligen Lagers wurde nach dem Zweiten Weltkrieg weiterhin als Internierungslager und Justizvollzugsanstalt verwendet. Die Wünsche der ehemaligen Häftlinge wurden dabei nicht beachtet.
Seit 2007 ist das ehemalige KZ Neuengamme eine weitläufige Gedenkstätte. Das letzte Gefängnis wurde 2006 geschlossen.

## Alte Ziegelei

Modell der Alten Ziegelei

Als die SS 1938 das Gelände erwarb, stand auf dem Gelände auch eine kleine Ziegelei. Diese musste von den ersten Häftlingen wieder hergerichtet werden. Sie produzierte die Ziegel für den späteren Lagerausbau. Als das Klinkerwerk in Neuengamme gebaut worden war, entschied die SS, dass die Ziegelei unnötig sei und sie wurde abgerissen. Noch vor Ende des Krieges war sie bis auf die Grundmauern abgetragen.
Nach dem Krieg entstand auf diesem Gelände eine Wohnsiedlung für Beamte. Die Fundamente der Ziegelei existieren noch immer.

## Lagergärtnerei

Modell der Lagergärtnerei

Fundamente der ehemaligen Gewächshäuser

Im nördlichen Teil der Lagergärtnerei befanden sich Gewächshäuser. Die Gärtnerei diente zur Eigenversorgung des Lagers, angebaut wurden unter anderem Kohl und Rüben. Vornehmlich für die SS-Küche wurden Tomaten und Kräuter gezogen.
In der Gärtnerei ließ die SS die Asche der im Krematorium verbrannten Leichen kompostieren und als Dünger verstreuen.
Obgleich die Arbeit in der Gärtnerei für die dort eingesetzten Häftlinge oftmals mit schweren körperlichen Anstrengungen verbunden und bei jedem Wind und Wetter auszuführen war, handelte es sich um ein begehrtes Arbeitskommando, da sich Gelegenheiten boten, trotz Verbotes und harter Strafandrohungen, Gemüse zu entwenden und dieses unter Umständen sogar beim Einrücken mit ins Lager zu schmuggeln.
Auf diese Weise konnten Mithäftlinge unterstützt werden, die angesichts der Mangelverpflegung dringend zusätzlicher Nahrung bedurften. Die Fundamente zweier Gewächshäuser wurden im Rahmen eines internationalen Jugendcamps 1986 freigelegt.

## Klinkerwerk mit Stichkanal
siehe Hauptartikel: Klinkerwerk

Modell des Klinkerwerkes mit Stichkanal von Westen aus betrachtet

Stichkanal mit Klinkerwerk im März 2006

Es war geplant, Hamburg zur "Führerstadt" auszubauen, wobei das Elbufer neu gestaltet werden sollte. Als Fassadenverkleidung entschied man sich für Klinker, wie sie in Norddeutschland üblich waren. Um diese Ziegel zu produzieren, wurde das Konzentrationslager Neuengamme bei Hamburg errichtet. Das Werk sollte von Häftlingen gebaut und auch betrieben werden. In den Vierlanden existierte ein ausreichend großes Gelände, auf dem sich auch eine kleinere, stillgelegte Ziegelei befand. Die alte Ziegelei wurde reaktiviert und Ton für das neue Werk abgebaut.
Nach 1945 wurde das Klinkerwerk an eine schwedische Betonfirma verkauft. Nach Auszug der Firma wurde der Stichkanal als Bootshafen und die Hallen als Winterlager für Sportboote verwendet. Bis Ende der 1980er Jahre befand sich eine Wohnung im Gebäude. Die Stadt Hamburg beschloss, das Klinkerwerk abzureißen, was aber durch Proteste in der Bevölkerung verhindert werden konnte. Heute ist im Klinkerwerk eine Ausstellung zum Thema Klinkerproduktion untergebracht. Der Mittelteil ist wegen Einsturzgefahr gesperrt.

## Tongruben

Modell der Tongruben in Neuengamme

JVA Vierlande vom Klinkerwerk gesehen

Das Areal in den Vierlanden wurde bewusst ausgesucht: Direkt neben dem Klinkerwerk lagen große Tonvorkommen gleich unter der Oberfläche.
Dadurch konnte das Klinkerwerk ausreichend mit Ton versorgt werden. Es galt als eines der härtesten Arbeitskommandos mit der höchsten Sterblichkeitsrate.

Rekonstruktion von Tongruben

Nach dem Krieg wurden die Gruben geschlossen und auf ihnen 1968 die JVA Vierlande gebaut. Ende 2006 begannen die Abrissarbeiten der JVA. Damit wurde nach 60 Jahren erstmals wieder ein kompletter Blick über das Gelände möglich.

## SS-Lager

SS-Garagen mit Bunkern

Ab 1940 wurden auf diesem Areal Gebäude für Büros und Unterkünfte der SS in Barackenbauweise errichtet. In den Mannschafts- und Unterführerunterkünften waren bis zu 500 SS-Angehörige kaserniert untergebracht.

SS-Lager 2006

Im Lager wurden auch Angehörige der Wachverbände ausgebildet. Bei den Wachtruppen gab es häufig Personalwechsel, SS-Angehörige wurden oft zu Frontverbänden, Frontsoldaten der Waffen-SS zur Erholung in den KZ-Dienst versetzt.
Der Zierbrunnen (1998 restauriert) war Teil einer kleinen Gartenanlage vor dem komfortabel möblierten SS-Führerheim. Das Heim und der Garten wurden von der SS zu geselligen Zwecken und der Erholung genutzt. Als Schutz vor Luftangriffen ließ die SS Bunker bauen, die sie als Baracken tarnte. Da das Sprengen der Bunker den Briten zu umständlich erschien, existieren sie auch noch heute.
Nach dem Krieg wurden alle Baracken abgerissen. Nur die steinernen Garagen blieben erhalten und wurden weiterhin auch der gleichen Verwendung im JVA-Betrieb zugeführt. Das restliche Gelände wurde an Bauern verpachtet, weshalb es auch keinerlei Fundamentreste mehr gibt.
Die Gedenkstätte hat sich entschlossen, diesen Teil nicht zu rekonstruieren und lediglich als Rasenfläche zu erhalten. Die Garagen beherbergen heute eine Ausstellung über die Lager-SS sowie die Lernwerkstatt.

### Haus des Kommandanten

Haus des Kommandanten

Der Kommandant Max Pauly ließ im 1944 ein wenig abseits des SS-Lagers ein eigenes Haus für sich und seine Familie errichten. Bezogen wurde es im Januar 1945.
Nach dem Krieg zogen der Leiter des Internierungslagers mit seiner Familie sowie der JVA-Leiter in das Haus. Mit der Schließung der JVA in Neuengamme wurde das Gebäude geräumt und stand leer. Heute befindet es sich im Besitz der Gedenkstätte. Es wurde 2005 saniert. Es ist nur zu besonderen Veranstaltungen zugänglich.

## Stammlager

Ehemaliger Lagereingang im März 2006

Das Stammlager in Neuengamme umfasste alle Häftlingsbaracken und Blocks, den Eingang, den Appellplatz sowie das Krankenrevier und die Leichenkammer. Später kamen noch der Arrestbunker und die Lager für Prominente und Skandinavier hinzu.
Das Gelände wurde nach 1945 zunächst als Internierungslager genutzt. 1948 entstand dort die JVA Vierlande. Heute ist es zentraler Ort der Gedenkstätte.

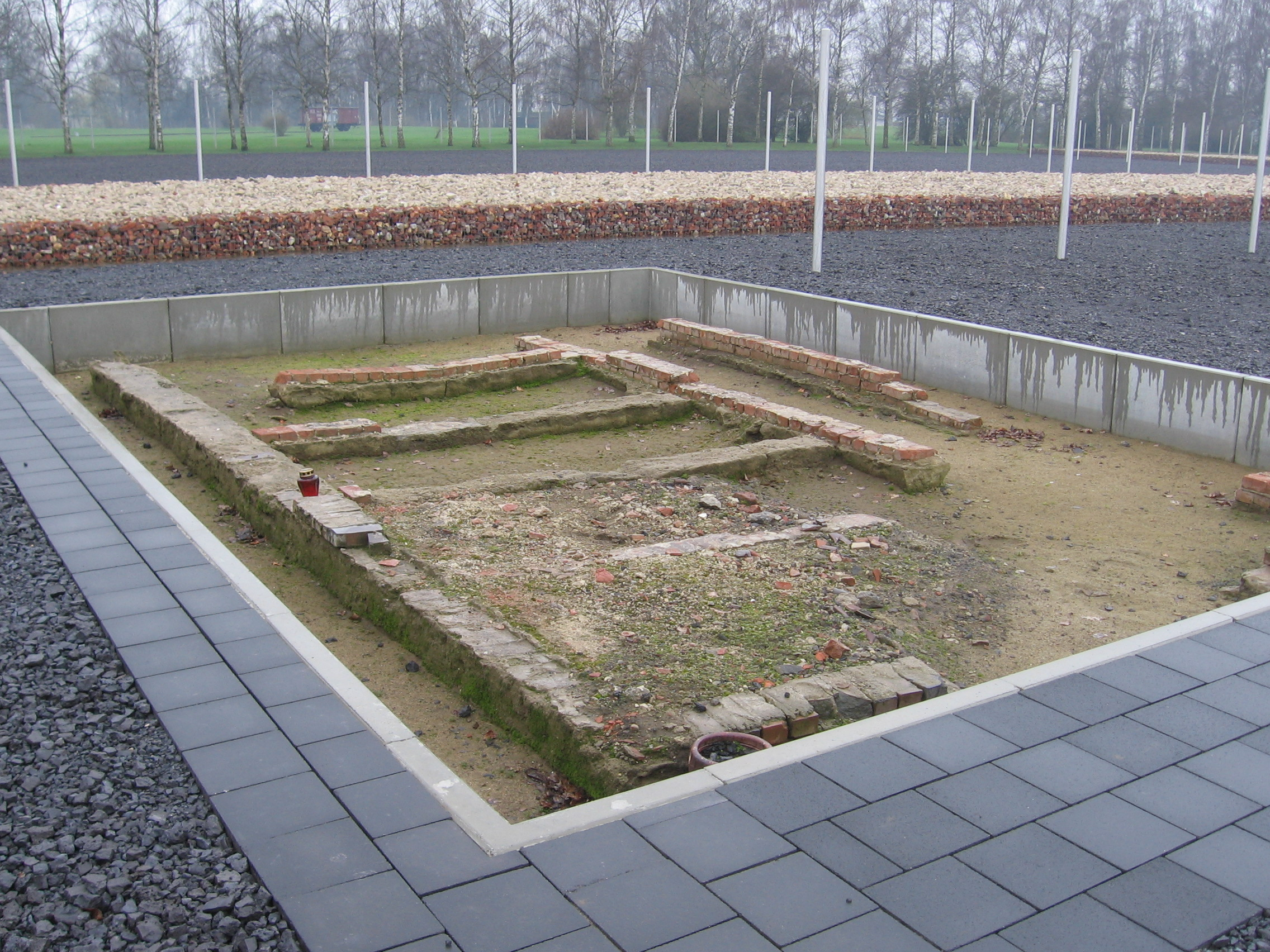
Überreste der Arrestzellen 2006

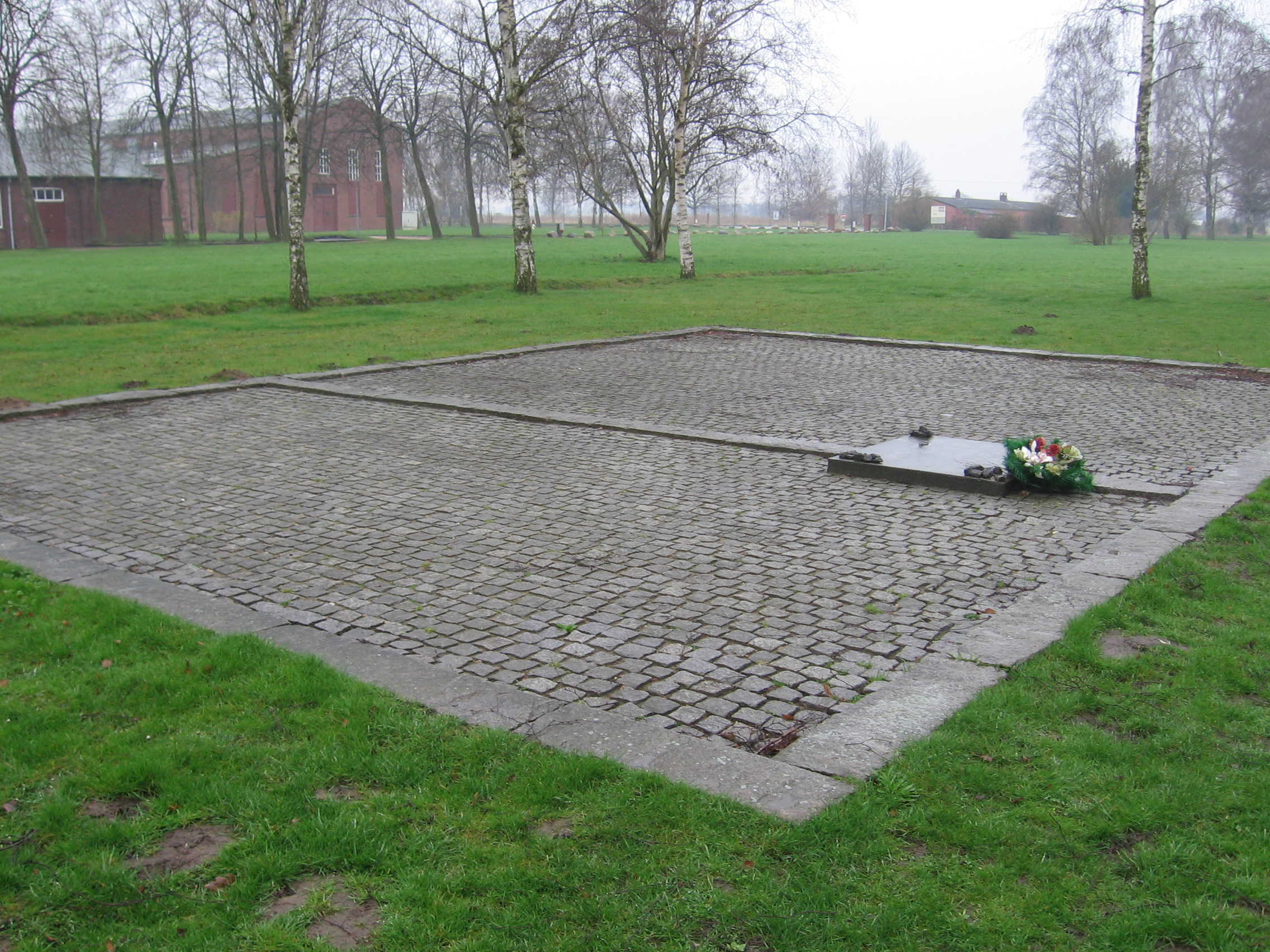
Diese Steinplatte in der heutigen Gedenkstätte markiert die Stelle, an der während der NS-Zeit das Krematorium stand. Die Steinplatte wurde vom Verein Amicale internationale de Neuengamme eingerichtet

### Appellplatz
Zentrales Element des Stammlagers war der Appellplatz. Er bestand aus 4 × 4 Meter großen Betonplatten. Auf ihm fanden die täglichen Appelle und Vollstreckungen der Urteile statt. Der längste Appell in Neuengamme dauerte 72 Stunden, wobei die Häftlinge stehen mussten.
Die JVA entsorgte diese Platten und richtete an ihrer Stelle einen Sportplatz ein. Bei den Umbaumaßnahmen wurde festgestellt, dass die JVA diese Platten als Fundamente verwendet hatte. Sie wurden in den Neuen Platz integriert. Es ist der einzige Teil, der auf Wunsch der Häftlinge rekonstruiert worden ist und am 4. Mai 2005, dem 60. Gedenktag der Befreiung, eröffnet wurde.

### Baracken
Die Häftlinge wurden in 50 × 8 Meter großen SS-Standard-Baracken, sogenannten Blocks, untergebracht. Die 1943/44 errichteten Steingebäude wurden jeweils in vier Blocks unterteilt. Ursprünglich war geplant, alle Holzbaracken durch Steinhäuser zu ersetzen, diese Pläne wurden allerdings niemals umgesetzt.
Nach Kriegsende wurden alle Gebäude als Internierungslager verwendet. Als 1948 auf dem Gelände des ehemaligen Konzentrationslagers Neuengamme eine JVA entstand, wurden die Baracken als Unterkünfte verwendet. Im Frühjahr 1949 entschied die Stadt Hamburg, dass die Gebäude unbrauchbar wären und riss alle Holzbaracken ab. Lediglich die beiden Steingebäude blieben erhalten und wurden mit in die JVA eingegliedert.

### Große Wache

Personaleingang der JVA Vierlande Anfang 2005

Die Große Wache war der höchste und einzige steinerne Wachtturm im Lager Neuengamme. Er enthielt Aufenthaltsräume für die SS-Wachmannschaften und Büros. Nach dem Krieg wurde er ebenfalls in die 1946 gegründete JVA Vierlande eingegliedert und ausgebaut. Im Zuge des Abrisses der JVA und der Umgestaltung des Häftlingslagers wurde die Große Wache wieder in ihren Originalzustand zurückversetzt. Sie steht heute leer.